# Saulon-la-Chapelle
Saulon-la-Chapelle is een gemeente in het Franse departement Côte-d'Or (regio Bourgogne-Franche-Comté). De plaats maakt deel uit van het arrondissement Dijon. Saulon-la-Chapelle telde op 1 januari 2022 1.030 inwoners.

## Geografie
De oppervlakte van Saulon-la-Chapelle bedraagt 9,99 km², de bevolkingsdichtheid is 97 inwoners per km² (per 1 januari 2019).
De onderstaande kaart toont de ligging van Saulon-la-Chapelle met de belangrijkste infrastructuur en aangrenzende gemeenten.

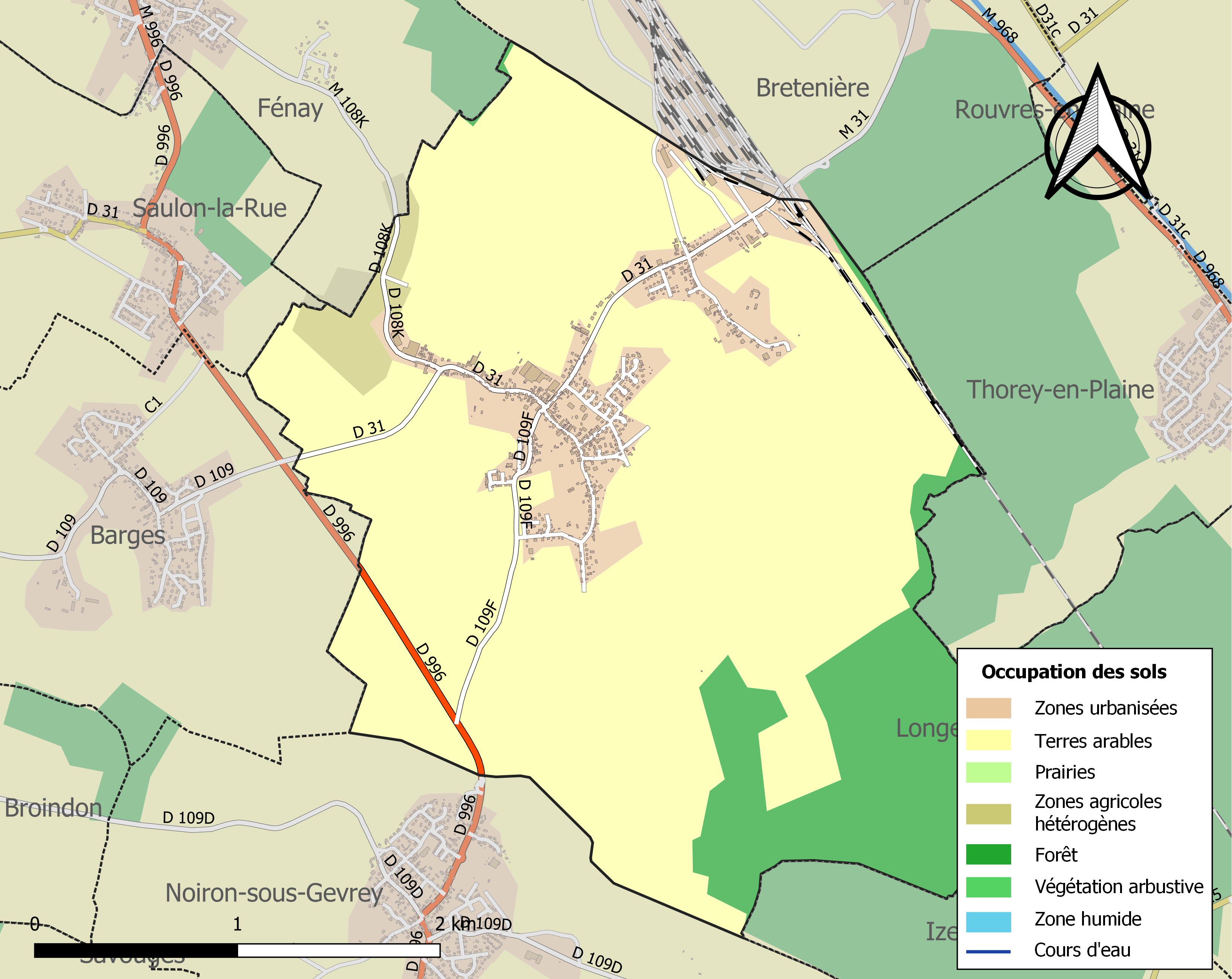

## Demografie
Onderstaande figuur toont het verloop van het inwonertal (bron: INSEE-tellingen).